# Istocheta nyalamensis
Istocheta nyalamensis är en tvåvingeart som beskrevs av Liang och Zhao 1995. Istocheta nyalamensis ingår i släktet Istocheta och familjen parasitflugor. Inga underarter finns listade i Catalogue of Life.